# Колотило Ксенія Іванівна
Колотило Ксенія Іванівна (5 квітня 1916, с. Підзахаричі, Путильський район, Чернівецька обл. — 19 січня 2007, Відень) — майстриня художньої вишивки, живописець. Дружина Василя Колотила — українського публіциста, громадсько-культурного діяча. Членкиня НСХУ (1996).

## Біографія
Ксенія Колотило народилася на Буковині в гуцульському селі Підзахаричі в сім’ї священника-просвітителя. Дитинство мисткині пройшло серед карпатської природи на березі Черемошу.
З шести до десяти років навчалася в народній школі, де вчителювала дружина буковинського письменника Данила Харов’юка. В школі дівчинку вважали “фахівцем” у вишиванні: вона знала вже всі місцеві техніки вишивання. Після закінчення народної школи, навчалась у гімназії в Чернівцях, де відвідувала уроки малювання та ручних робіт, і на виставках, які в кінці навчального року організовувалися в гімназії, роботи Ксенії відзначалися нагородами. Дівчинка також писала аквареллю й олією.
На канікулах майбутня мисткиня збирала в гуцульських майстрів узори та створювала свою власну збірку, до чого її, за словами самої майстрині, заохочувала українська письменниця Ольга Кобилянська. 
У 1935 році Ксенія вийшла заміж за Василя Колотила — студента-філолога Чернівецького університету і потрапила в сім’ю, де цінували народний стрій. З 1939 року жила у Відні, де її чоловік навчався в аспірантурі, а по закінченні залишився на викладацькій роботі. Весь вільний час Ксенія віддавала улюбленій роботі — вишиванню. У Відні подружжя Колотило створило невеликий осередок української народної культури. Їхня домівка стала своєрідним музеєм гуцульського мистецтва.

## Творчість
У збірці майстрині понад 1000 узорів для серветок, подушок, скатертин, сорочок, рушників. Основний стиль – «малювання голкою»; мисткиня використовує техніки – хрестик, низинка, гладь, стебнівка, яворівка, мережка. Від 40-х років в Австрії в серпні кожного року традиційно проводяться “Культурні тижні”, під час яких виставлялися роботи Ксенії Колотило. Виставки мисткині мали великий успіх у Нідерландах, Німеччині, Швейцарії та Бельгії. ЇЇ роботи експонувалися в Києві, Чернівцях, Львові.
Твори Ксенії Колотило уособлюють високий художній рівень орнаментального мистецтва гуцульської вишивки, її поліхромність. Роботи майстрині зберігають народні традиції, вирізняються ніжним ажуром та несподіваністю колірної гами, вражають новизною композицій і витонченою майстерністю. В доробку мисткині “мальовані голкою” без підготовчих начерків цілі картини.

## Вшанування пам'яті
У травні 1995 року з метою збереження високохудожніх творів Ксенії Колотило для наступних поколінь у селі Підзахаричі,при освітньому закладі,директором-Томюк Фрозіною Семенівною та її чоловіком-Марком Миколайовичем,за сприяння самої мисткині, був заснований Музей мистецьких робіт народної художниці, де представлені рушники, скатертини, серветки, доріжки, вишиті із застосуванням різних видів техніки. В музеї також експонуються жіночі прикраси з дерева і ґердани, у яких втілилися вишуканий смак, ніжність і витончена майстерність художниці. Представлені в музеї й вишиті картини, на одній з яких зображено будинок художниці, річку Черемош і Карпатські гори.

## Мистецькі видання
- Ксенія Колотило. Альбом. Київ, Мистецтво, 1990.
- Ксенія Колотило. Альбом. Друге видання. Київ, Мистецтво, 1991.
- Ксенія Колотило. Альбом. Київ, Мистецтво, 1992.

Обкладинка видання 1990 року
Обкладинка видання 1991 року
Обкладинка видання 1992 року